# Discografia dei No Doubt
La discografia del gruppo musicale statunitense dei No Doubt consiste di sei album discografici in studio, sei raccolte, tre video, venti singoli e ventuno videoclip musicali.

## Album

### Album studio
| Titolo                                                        | Dettagli album | Posizione massima raggiunta | Posizione massima raggiunta | Posizione massima raggiunta | Posizione massima raggiunta | Posizione massima raggiunta | Posizione massima raggiunta | Posizione massima raggiunta | Posizione massima raggiunta | Posizione massima raggiunta | Posizione massima raggiunta | Vendite                               | Certificazioni |
| Titolo                                                        | Dettagli album | USA                         | AUS                         | AUT                         | CAN                         | GER                         | NLD                         | NZ                          | SWE                         | SWI                         | UK                          | Vendite                               | Certificazioni |
| ------------------------------------------------------------- | --- | --------------------------- | --------------------------- | --------------------------- | --------------------------- | --------------------------- | --------------------------- | --------------------------- | --------------------------- | --------------------------- | --------------------------- | ------------------------------------- | --- |
| No Doubt                                                      | - Pubblicato: 17 marzo 1992 (USA) - Etichetta: Interscope - Formati: CD, LP, cassetta, digitale                   | —                           | —                           | —                           | —                           | —                           | —                           | —                           | —                           | —                           | —                           |                                       | - MC: Oro |
| The Beacon Street Collection                                  | - Pubblicato: 3 marzo 1995 (USA) - Etichetta: Beacon Street - Formati: CD, LP, cassetta, digitale                 | —                           | —                           | —                           | —                           | —                           | —                           | —                           | —                           | —                           | —                           |                                       | |
| Tragic Kingdom                                                | - Pubblicato: 10 ottobre 1995 (USA) - Etichetta: Trauma Records, Interscope - Formati: CD, LP, cassetta, digitale | 1                           | 3                           | 2                           | 1                           | 2                           | 2                           | 1                           | 3                           | 3                           | 3                           | - US: 10,000,000 - Mondo: >16.000.000 | - RIAA: 10× Platino (Disco di diamante) - ARIA: 4× Platino - BPI: Platino - BVMI: Oro - IFPI AUT: Oro - IFPI SWE: 2× Platino - IFPI SWI: Platino - MC: Diamante - RMNZ: 5× Platino |
| Return of Saturn                                              | - Pubblicato: 11 aprile 2000 (USA) - Etichetta: Interscope - Formati: CD, LP, cassetta, digitale                  | 2                           | 11                          | 18                          | 4                           | 5                           | 24                          | 14                          | 7                           | 8                           | 31                          | - USA: >1.587.000                     | - RIAA: Platino - MC: Platin0 |
| Rock Steady                                                   | - Pubblicato: 11 dicembre 2001 (US) - Etichetta: Interscope - Formati: CD, LP, cassetta, digitale                 | 9                           | 15                          | 12                          | 21                          | 13                          | 66                          | 17                          | 52                          | 33                          | 43                          | - USA: >2.842.000                     | - RIAA: 2× Platino - ARIA: Oro - BPI: Oro - MC: Platino |
| Push and Shove                                                | - Pubblicato: 25 settembre 2012 (USA) - Etichetta: Interscope - Formati: CD, digitale, Picture Disc               | 3                           | 8                           | 11                          | 5                           | 11                          | 28                          | 11                          | 55                          | 9                           | 16                          | - USA: ca. 250.000                    | |
| il simbolo "—" denota che l'album non è entrato in classifica | |                             |                             |                             |                             |                             |                             |                             |                             |                             |                             |                                       | |

### Raccolte
| Titolo                                                        | Dettagli album                                                                                     | Posizione massima raggiunta | Posizione massima raggiunta | Posizione massima raggiunta | Posizione massima raggiunta | Posizione massima raggiunta | Posizione massima raggiunta | Posizione massima raggiunta | Posizione massima raggiunta | Posizione massima raggiunta | Posizione massima raggiunta | Vendite             | Certificazioni                                                                                        |
| Titolo                                                        | Dettagli album                                                                                     | US                          | AUS                         | AUT                         | CAN                         | GER                         | NLD                         | NZ                          | SWE                         | SWI                         | UK                          | Vendite             | Certificazioni                                                                                        |
| ------------------------------------------------------------- | -------------------------------------------------------------------------------------------------- | --------------------------- | --------------------------- | --------------------------- | --------------------------- | --------------------------- | --------------------------- | --------------------------- | --------------------------- | --------------------------- | --------------------------- | ------------------- | --- |
| Collector's Orange Crate                                      | - Pubblicato: 16 dicembre 1997 (USA) - Etichetta: Interscope - Formati: CD boxset, DVD             | —                           | —                           | —                           | —                           | —                           | —                           | —                           | —                           | —                           | —                           |                     | |
| Boom Box                                                      | - Pubblicato: 25 novembre 2003 (USA) - Etichetta: Interscope - Formati: CD boxset, DVD             | —                           | —                           | —                           | —                           | —                           | —                           | —                           | —                           | —                           | —                           |                     | |
| The Singles 1992-2003                                         | - Pubblicato: 25 novembre 2003 (USA) - Etichetta: Interscope - Formati: CD, LP, cassetta, digitale | 2                           | 15                          | 11                          | 6                           | 14                          | 8                           | 8                           | 1                           | 5                           | 5                           | - US: ca. 2.500.000 | - RIAA: 2× Platino - ARIA: Platino - BPI: 2× Platino - IFPI SWI: Oro - MC: 2× Platino - RMNZ: Platino |
| Everything in Time                                            | - Pubblicato: 12 ottobre 2004 (USA) - Etichetta: Interscope - Formati: CD, digitale                | 182                         | —                           | —                           | —                           | —                           | —                           | —                           | —                           | —                           | —                           |                     | |
| Icon                                                          | - Pubblicato: 2 novembre 2010 (USA) - Etichetta: Interscope - Formati: CD, digitale                | —                           | —                           | —                           | —                           | —                           | —                           | —                           | —                           | —                           | —                           |                     | |
| il simbolo "—" denota che l'album non è entrato in classifica | |                             |                             |                             |                             |                             |                             |                             |                             |                             |                             |                     | |

### Video album
| Titolo                     | Dettagli                                                                         | Posizione massima raggiunta | Certificazioni |
| Titolo                     | Dettagli                                                                         | US Video                    | Certificazioni |
| -------------------------- | -------------------------------------------------------------------------------- | --------------------------- | -------------- |
| Live in the Tragic Kingdom | - Pubblicato: 11 novembre 1997 (USA) - Etichetta: Interscope - Formati: VHS, DVD | 5                           | - MC: Oro      |
| Rock Steady Live           | - Pubblicato: 25 novembre 2003 (USA) - Etichetta: Interscope - Formati: DVD      | 30                          | - RIAA: Oro    |
| The Videos 1992 - 2003     | - Pubblicato: 6 aprile 2004 (USA) - Etichetta: Interscope - Formati: DVD         | 3                           | - RIAA: Oro    |

## Singoli

### Come artisti principali
| Titolo                                                           | Anno | Posizione massima raggiunta | Posizione massima raggiunta | Posizione massima raggiunta | Posizione massima raggiunta | Posizione massima raggiunta | Posizione massima raggiunta | Posizione massima raggiunta | Posizione massima raggiunta | Posizione massima raggiunta | Posizione massima raggiunta | Certificazioni                                                                                        | Album                        |
| Titolo                                                           | Anno | US                          | AUS                         | AUT                         | CAN                         | GER                         | NLD                         | NZ                          | SWE                         | SWI                         | UK                          | Certificazioni                                                                                        | Album                        |
| ---------------------------------------------------------------- | ---- | --------------------------- | --------------------------- | --------------------------- | --------------------------- | --------------------------- | --------------------------- | --------------------------- | --------------------------- | --------------------------- | --------------------------- | --- | ---------------------------- |
| Trapped in a Box                                                 | 1992 | —                           | —                           | —                           | —                           | —                           | —                           | —                           | —                           | —                           | —                           | | No Doubt                     |
| Squeal                                                           | 1994 | —                           | —                           | —                           | —                           | —                           | —                           | —                           | —                           | —                           | —                           | | The Beacon Street Collection |
| Doghouse                                                         | 1995 | —                           | —                           | —                           | —                           | —                           | —                           | —                           | —                           | —                           | —                           | | The Beacon Street Collection |
| Just a Girl                                                      | 1995 | 23                          | 3                           | 21                          | —                           | 24                          | 14                          | 9                           | 14                          | 31                          | 3                           | - ARIA: Platino                                                                                       | Tragic Kingdom               |
| Spiderwebs                                                       | 1996 | 18                          | 46                          | —                           | 11                          | —                           | 85                          | 30                          | 23                          | —                           | 16                          | | Tragic Kingdom               |
| Don't Speak                                                      | 1996 | 1                           | 1                           | 2                           | 1                           | 2                           | 1                           | 1                           | 1                           | 1                           | 1                           | - ARIA: 2× Platino - BPI: Platino - BVMI: Platino - IFPI AUT: Oro - IFPI SWE: Oro - IFPI SWI: Platino | Tragic Kingdom               |
| Excuse Me Mr.                                                    | 1996 | —                           | —                           | —                           | —                           | —                           | —                           | 11                          | —                           | —                           | —                           | | Tragic Kingdom               |
| Happy Now?                                                       | 1997 | —                           | —                           | —                           | —                           | —                           | —                           | —                           | —                           | —                           | —                           | | Tragic Kingdom               |
| Sunday Morning                                                   | 1997 | —                           | 21                          | —                           | 33                          | —                           | —                           | 42                          | 55                          | —                           | 50                          | - ARIA: Oro                                                                                           | Tragic Kingdom               |
| Hey You!                                                         | 1997 | —                           | —                           | —                           | —                           | —                           | 51                          | —                           | —                           | —                           | —                           | | Tragic Kingdom               |
| New                                                              | 1999 | 123                         | 89                          | —                           | —                           | —                           | 98                          | —                           | —                           | —                           | 30                          | | Return of Saturn             |
| Ex-Girlfriend                                                    | 2000 | 111                         | 9                           | —                           | —                           | 34                          | 35                          | 11                          | 18                          | 19                          | 23                          | - ARIA: Oro                                                                                           | Return of Saturn             |
| Simple Kind of Life                                              | 2000 | 38                          | 94                          | —                           | 52                          | —                           | 98                          | —                           | —                           | —                           | 69                          | | Return of Saturn             |
| Bathwater                                                        | 2000 | —                           | 79                          | —                           | —                           | 73                          | —                           | —                           | —                           | —                           | —                           | | Return of Saturn             |
| Hey Baby (feat. Bounty Killer)                                   | 2001 | 5                           | 7                           | 12                          | —                           | 8                           | 14                          | 2                           | 17                          | 11                          | 2                           | | Rock Steady                  |
| Hella Good                                                       | 2002 | 13                          | 8                           | 44                          | 26                          | 46                          | 57                          | 17                          | —                           | 78                          | 12                          | - ARIA: Oro                                                                                           | Rock Steady                  |
| Underneath It All (feat. Lady Saw)                               | 2002 | 3                           | 28                          | 34                          | —                           | 42                          | 49                          | 8                           | 39                          | 54                          | 18                          | | Rock Steady                  |
| Running                                                          | 2003 | 62                          | —                           | —                           | —                           | 55                          | —                           | —                           | —                           | —                           | —                           | | Rock Steady                  |
| It's My Life                                                     | 2003 | 10                          | 7                           | 12                          | —                           | 9                           | 6                           | 8                           | 4                           | 12                          | 17                          | - RIAA: Oro - ARIA: Oro                                                                               | The Singles 1992–2003        |
| Bathwater (Invincible Overlord Remix)                            | 2004 | —                           | 61                          | —                           | —                           | 73                          | —                           | —                           | —                           | 42                          | 17                          | | The Singles 1992–2003        |
| Settle Down                                                      | 2012 | 34                          | 41                          | 13                          | 23                          | 31                          | 69                          | 34                          | —                           | 48                          | 85                          | | Push and Shove               |
| Looking Hot                                                      | 2012 | —                           | —                           | —                           | —                           | —                           | —                           | —                           | —                           | —                           | —                           | | Push and Shove               |
| il simbolo "—" denota che il singolo non è entrato in classifica |      |                             |                             |                             |                             |                             |                             |                             |                             |                             |                             | |                              |

### Singoli promozionali
| Titolo                                           | Anno | Album          |
| ------------------------------------------------ | ---- | -------------- |
| Stand and Deliver                                | 2009 | Push and Shove |
| Push and Shove (feat. Busy Signal & Major Lazer) | 2012 | Push and Shove |

## Collaborazioni e apparizioni
| Titolo                 | Anno | Altri artisti       | Album                                                         |
| ---------------------- | ---- | ------------------- | ------------------------------------------------------------- |
| Everything's Wrong     | 1988 | N.D.                | Ska-Ville USA Vol. 3                                          |
| Up Yours               | 1992 | N.D.                | California Ska-Quake, Vol. 1                                  |
| Snakes                 | 1996 | N.D.                | Beavis & Butt-Head alla conquista dell'America colonna sonora |
| Oi to the World        | 1997 | N.D.                | A Very Special Christmas 3                                    |
| I Throw My Toys Around | 1998 | Elvis Costello      | Rugrats - Il film colonna sonora                              |
| Hateful                | 1999 | N.D.                | Burning London: The Clash Tribute                             |
| Love to Love You Baby  | 2001 | N.D.                | Zoolander colonna sonora                                      |
| Perfect Day            | 2001 | Kelis               | Wanderland                                                    |
| Monkey Man             | 2004 | Toots & the Maytals | True Love                                                     |
| D.J.'s                 | 2005 | N.D.                | Look at All the Love We Found                                 |

## Video musicali
| Titolo                                             | Anno | Regia                |
| -------------------------------------------------- | ---- | -------------------- |
| Trapped in a Box                                   | 1992 | Mike Zykoff          |
| Just a Girl                                        | 1995 | Mark Kohr            |
| Spiderwebs                                         | 1996 | Marcus Nispel        |
| Don't Speak                                        | 1996 | Sophie Muller        |
| Excuse Me Mr.                                      | 1996 | Sophie Muller        |
| Sunday Morning                                     | 1996 | Sophie Muller        |
| Oi to the World                                    | 1997 | Sophie Muller        |
| Hey You!                                           | 1998 | Sophie Muller        |
| New                                                | 1999 | Jake Scott           |
| Ex-Girlfriend                                      | 2000 | Hype Williams        |
| Simple Kind of Life                                | 2000 | Sophie Muller        |
| Bathwater                                          | 2001 | Sophie Muller        |
| Hey Baby (feat. Bounty Killer)                     | 2001 | Dave Meyers          |
| Hella Good                                         | 2002 | Mark Romanek         |
| Underneath It All (feat. Lady Saw)                 | 2002 | Sophie Muller, Logan |
| Running                                            | 2003 | Chris Hafner         |
| It's My Life                                       | 2003 | David LaChapelle     |
| Bathwater (Invincible Overlord Remix)              | 2004 | Sophie Muller        |
| Settle Down                                        | 2012 | Sophie Muller        |
| Push and Shove (feat. Busy Signal and Major Lazer) | 2012 | Sophie Muller        |
| Looking Hot                                        | 2012 | Melina Matsoukas     |